# Vécuronium
Le vécuronium est un curare non-dépolarisant de la famille des aminostéroïdes, commercialisé sous forme de bromure de vécuronium (Norcuron). Il est utilisé comme myorelaxant en anesthésie générale et chez les patients de réanimation.
Comme les autres curares non-dépolarisants, le vécuronium est antagonisable par la néostigmine. Le sugammadex pourrait bientôt être une alternative.
Il fait partie de la liste des médicaments essentiels de l'Organisation mondiale de la santé (liste mise à jour en avril 2013)